# Меммот-Спрінгс
Меммот-Спрінгс (англ. Mammoth Spring) — місто (англ. city) в США, в окрузі Фултон штату Арканзас. Населення — 929 осіб (2020).

## Географія
Меммот-Спрінгс розташований на висоті 161 метр над рівнем моря за координатами 36°29′33″ пн. ш. 91°32′28″ зх. д. / 36.49250° пн. ш. 91.54111° зх. д. (36.492410, -91.541067).  За даними Бюро перепису населення США в 2010 році місто мало площу 3,60 км², з яких 3,47 км² — суходіл та 0,12 км² — водойми.

## Демографія
Згідно з переписом 2010 року, у місті мешкало 977 осіб у 460 домогосподарствах у складі 267 родин. Густота населення становила 272 особи/км².  Було 595 помешкань (165/км²). 
Расовий склад населення:
| - 96,4 % — білих - 0,9 % — чорних або афроамериканців - 0,5 % — корінних американців - 0,4 % — азіатів |

До двох чи більше рас належало 1,5 %. Іспаномовні складали 0,6 % від усіх жителів.
За віковим діапазоном населення розподілялося таким чином: 21,5 % — особи молодші 18 років, 52,5 % — особи у віці 18—64 років, 26,0 % — особи у віці 65 років та старші. Медіана віку мешканця становила 47,6 року. На 100 осіб жіночої статі у місті припадало 81,6 чоловіків;  на 100 жінок у віці від 18 років та старших — 82,6 чоловіків також старших 18 років.
Середній дохід на одне домашнє господарство  становив 32 711 долар США (медіана — 25 500), а середній дохід на одну сім'ю — 43 309 доларів (медіана — 42 708). За межею бідності перебувало 34,7 % осіб, у тому числі 60,4 % дітей у віці до 18 років та 12,2 % осіб у віці 65 років та старших.
Цивільне працевлаштоване населення становило 304 особи. Основні галузі зайнятості: освіта, охорона здоров'я та соціальна допомога — 26,6 %, роздрібна торгівля — 16,8 %, транспорт — 14,1 %.

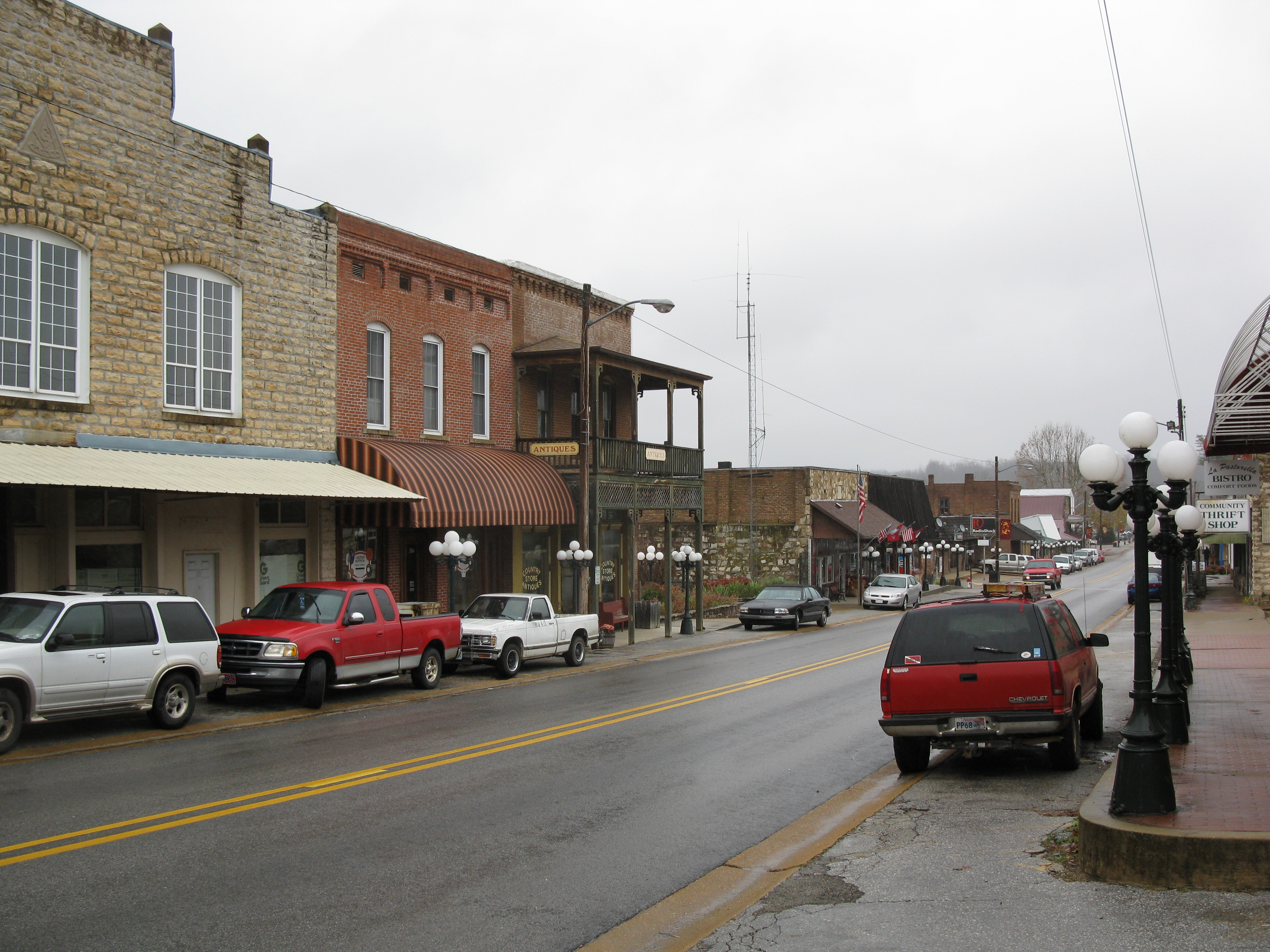
Головна вулиця міста

За даними перепису населення 2000 року в Меммот-Спрінгсі проживало 1147 осіб, 350 сімей, налічувалося 509 домашніх господарств і 593 житлових будинки. Середня густота населення становила близько 318,6 осіб на один квадратний кілометр. Расовий склад Меммот-Спрінгса за даними перепису розподілився таким чином: 95,82 % білих, 1,05 % — чорних або афроамериканців, 1,22 % — корінних американців, 0,09 % — азіатів, 1,83 % — представників змішаних рас.
З 509 домашніх господарств в 28,1 % — виховували дітей віком до 18 років, 55,6 % представляли собою подружні пари, які спільно проживали, в 11,2 % сімей жінки проживали без чоловіків, 31,2 % не мали сімей. 29,3 % від загального числа сімей на момент перепису жили самостійно, при це 17,1 % склали самотні літні люди у віці 65 років та старше. Середній розмір домашнього господарства склав 2,25 особи, а середній розмір родини — 2,75 особи.
Населення міста за віковим діапазоном за даними перепису 2000 року розподілилося таким чином: 23,6 % — жителі молодше 18 років, 5,2 % — між 18 і 24 роками, 23,4 % — від 25 до 44 років, 25,6 % — від 45 до 64 років і 22,1 % — у віці 65 років та старше. Середній вік мешканця склав 43 роки. На кожні 100 жінок в Меммот-Спрінгсі припадало 85,3 чоловіків, у віці від 18 років та старше — 82,1 чоловіків також старше 18 років.
Середній дохід на одне домашнє господарство в місті склав 20 588 доларів США, а середній дохід на одну сім'ю — 26 438 доларів. При цьому чоловіки мали середній дохід в 18 750 доларів США на рік проти 16 328 доларів середньорічного доходу у жінок. Дохід на душу населення в місті склав 12 487 доларів на рік. 13,6 % від усього числа сімей в окрузі і 19,3 % від усієї чисельності населення перебувало на момент перепису населення за межею бідності, при цьому 24,3 % з них були молодші 18 років і 16,4 % — у віці 65 років та старше.